# Cylindrophis
Cylindrophis je rod asijských hadů. Jeho zástupci nesou české pojmenování vinejš.

## Systematika
Rod Cylindrophis zahrnuje k roku 2023 následujících patnáct druhů:
- Cylindrophis aruensis Boulenger, 1920 – vinejš aruský
- Cylindrophis boulengeri Roux, 1911
- Cylindrophis burmanus Smith, 1943
- Cylindrophis engkariensis Stuebing, 1994
- Cylindrophis isolepis Boulenger, 1896
- Cylindrophis jodiae Amarasinghe, Ineich, Campbell & Hallermann, 2015
- Cylindrophis lineatus Dennys, 1880 – vinejš pruhovaný
- Cylindrophis maculatus (Linnaeus, 1758) – vinejš skvrnitý
- Cylindrophis melanotus Wagler, 1828
- Cylindrophis opisthorhodus Boulenger, 1897
- Cylindrophis osheai Kieckbusch, Mader, Kaiser & Mecke, 2018
- Cylindrophis ruffus (Laurenti, 1768) – vinejš pestrý
- Cylindrophis slowinskii Bernstein, Bauer, Mcguire, Arida, Kaiser, Kieckbusch & Mecke, 2020
- Cylindrophis subocularis Kieckbusch, Mecke, Hartmann, Ehrmantraut, O’shea & Kaiser, 2016
- Cylindrophis yamdena Smith & Sidik, 1998

Zástupci tohoto rodu se v češtině označují jako vinejš, toto jméno je však užíváno i pro americkou čeleď Aniliidae, resp. její jediný rod Anilius. Za popisnou autoritu rodu Cylindrophis je pokládán německý herpetolog Johann Georg Wagler (1828). V rámci vnější systematiky se rod Cylindrophis řadí do monotypické čeledi vinejšovití (Cylindrophiidae). Podle některých studií je však tento taxon parafyletický vůči jinému hadímu rodu, a sice Anomochilus, tvořícímu jinak monotypickou čeleď Anomochilidae. Rod Cylindrophis, resp. Anomochilus je pak zřejmě blízce příbuzný vůči početnější čeledi krátkorepovití (Uropeltidae). Zástupci všech těchto skupin představují fosoriální hady žijící v jihovýchodní Asii, zřejmě netvořící monofylum s vinejši čeledi Aniliidae.

## Popis

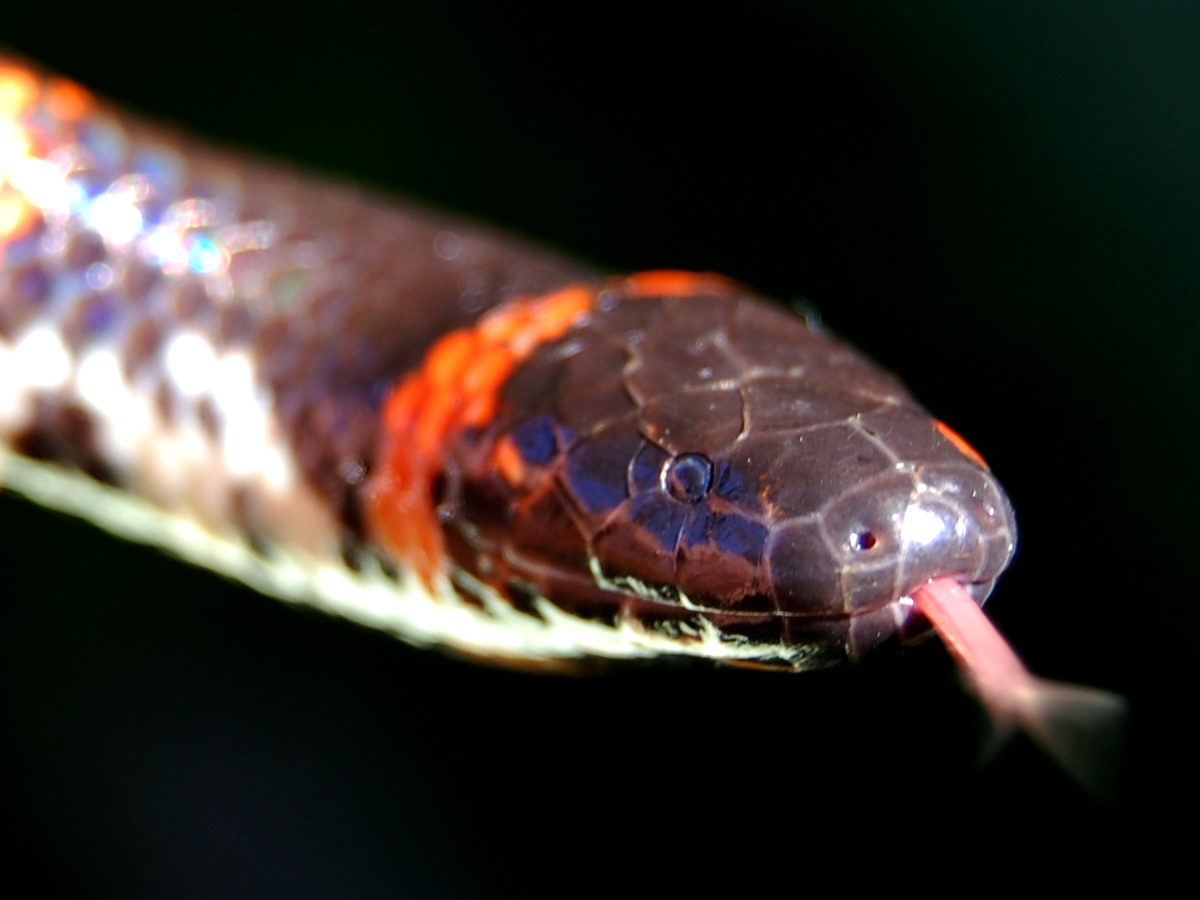
Detail hlavy vinejše

Vinejši rodu Cylindrophis představují středně velké až větší hady, již mohou dorůstat délky až 100 cm. Jejich tělo je poměrně zavalité, dorzoventrálně zploštělé, s krátkým ocasem a oblou hlavou. Šupiny jsou hladké a lesklé, na břiše jen o něco větší než na hřbetě. Zbarvení se liší v závislosti na druhu, typické je však různé vzorování, zvláště černo-bílý kostkovaný vzor na spodní straně těla. Na kostře jsou stále patrné pozůstatky zadních končetin, včetně přítomnosti pánevních ostruh. Ozubené maxilly jsou orientovány podélně, zatímco u rodu Anomochilus spíše diagonálně; zuby v případě obou rodů zároveň nikdy nevyrůstají z mezičelisti. Vinejši rodu Cylindrophis nejsou schopni recepce infračerveného záření a stále zachovávají levou plíci, redukovanou u rodu Anomochilus.

## Chování a ekologie

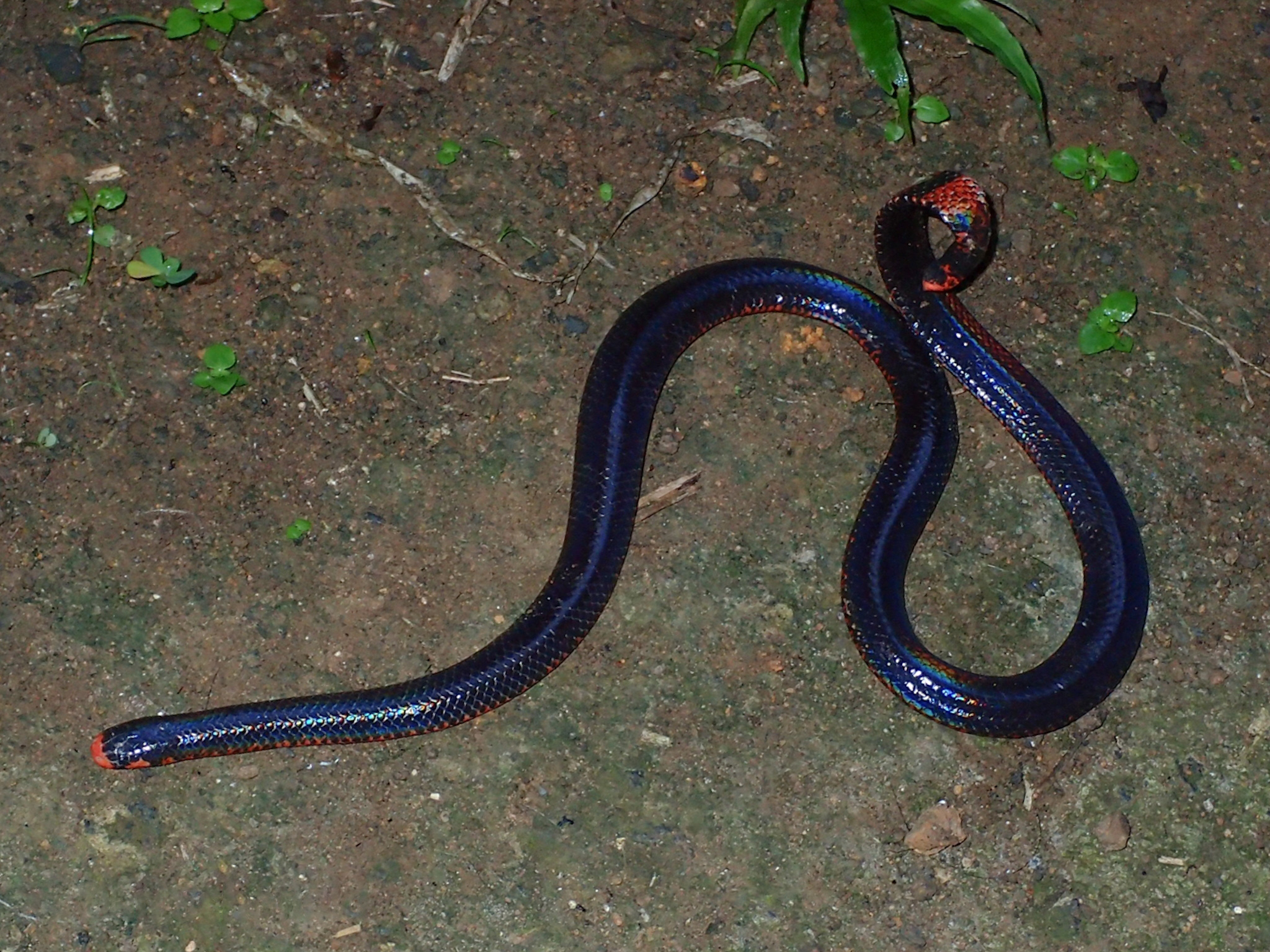
Obranné chování C. melanotus

Areál výskytu zahrnuje ostrov Cejlon a jihovýchodní Asii. Přirozeným prostředím těchto hadů jsou nížinné lesy, objevují se i na rýžových polích či u lidských sídel, často preferují přítomnost nějakého vodního zdroje. O chování mnohých zástupců však není známo dostatečné množství informací. Vinejši obyčejně žijí v podestýlce či v půdě, kde si hloubí chodbičky o asi dvojnásobném průměru jejich těla. V půdě se svedou pohybovat oběma směry, a dokonce jim nedělá potíže se v tunelu otočit. Svůj pohyblivý ocas vinejši využívají rovněž k obraně; v případě napadení skryjí hlavu, ocas ohnou tak, aby odhalili výstražný vzor na jeho spodní straně, a začnou s ním potřepávat. Výsledný efekt mimetuje výhrůžný postoj kober. Vyjma tohoto propracovaného systému obrany se někdy objevuje i tanatóza, tedy předstírání smrti. Vinejši představují noční predátory různých bezobratlých a obratlovců, včetně žížal, holobřichých ryb, červorů či jiných hadů, v zajetí ochotně požírají i myši. Vinejši rodu Cylindrophis nedisponují jedem, svou kořist udusí ve smyčkách svého těla. Jde o živorodé hady, přičemž vrh čítá běžně pouze 2 až 3 mláďata, ta jsou však překvapivě mohutná; velikostně mohou dosahovat třetiny až téměř poloviny délky samice.